# 市原由芽
市原 由芽（いちはら ゆめ、1996年12月11日 - ）は、福島県出身の元AV女優。

## 略歴・人物
2015年に「片岡りさ（かたおか りさ）」としてデビューしたロリ系のAV女優。
2016年より「市原由芽」として活動している。
趣味はカラオケ、特技はピアノ。

## 出演作品

### アダルトDVD
2015年
- 本番解禁。 つるまんAVデビュー。 片岡りさ149cm（5月1日、ミニマム）
- おじさんは苦手… 頬を赤く染めて感じるウソつきなカラダ。 片岡りさ【つるスジ】（7月1日、ミニマム）
- おじさんとあそぼう 独身中年三兄弟の姪っ子なめ回し孕ませセックス（8月20日、いもうとChannel）
- 顔出し!女子大生限定 マジックミラー号 徹底調査! 友達同士2人っきりで初めての混浴温泉♥ 人生初の真正中出し編! リアル素人大学生が日本一エロ〜い車MM号の中で究極の過激ミッションに挑戦! in 池袋（9月1日、ディープス）※「あや」名義　※AV OPEN 2015 素人部門1位
- 子作りを覚えたがる○学生 仲良し姉妹の父と娘の妊娠記録（9月4日、DIY）※「りさ」名義
- シャワー女子鑑賞 私のオマ○コ綺麗になりましたか?（11月20日、サルトル映像出版）
- 一般男女モニタリングAV マジックミラーの向こうには大好きな彼氏! 素人女子大生が彼氏の友達と親密度アップの過激ミッションで素股に挑戦! 2 二人っきりの密室でクリトリスとチ○コを擦り合わせると欲しがり汁で濡れたトロトロマ○コの彼女は我慢できずに彼氏の前で浮気セックスしてしまうのか!?（12月24日、ディープス）※「しおり」名義

2016年
- 国際線CA達がタイでお忍びで通う極上リラクゼーションSPA 9（6月1日、DOC）※「ゆめ」名義
- J●とびっこ散歩! 4 リモバイ挿れたまま散歩できるかな?（6月10日、DOC）※「あい」名義
- 過激すぎるド素人娘 4時間スペシャル 34（7月8日、S級素人）※「ユメ」名義
- 水着素人ガチ軟派4時間スペシャル!!（7月8日、S級素人）※「YUME」名義
- 久しぶりに会った女子校生の姪っ子がやたらとパンツを見せてくる（*ﾟロﾟ）ハッ!! 「えっ!?女子校生なのにひもパン!?」 やらしい目で見ていると姪っ子は更にパンツを見せつけ僕を興奮させ、終いにはパンツのひもに手を掛け…（7月8日、DOC）※「ゆめ」名義
- ガチナンパ! 思わずニュルッっと入っちゃった女の子6人中5人!! 素人さんにお願いしまくって生パン見せてもらった後に素股までさせてもらっちゃいました。 PART.31（9月15日、ピーターズ）
- 〜ナメたらアカンよ人生は〜 人生ナメずにコレ舐めて! BinBinチ○ポ飴!（9月23日、DOC）※「まい」名義
- 制服美少女と性交（11月4日、ドリームチケット）

2017年
- 「女子校生を汚したい」 制服ザーメン漬け 被害者‥恵茉（1月19日、キチックス）※「恵茉」名義
- 過激すぎるド素人妻 3（1月27日、S級素人）※「ユメ」名義
- セックス以外にすることがない。（1月27日、FIRST STAR）
- お仕事中のお姉さんは職場で制服のままM男の乳首をイジるのがお好き♥ VOL.04（3月3日、ドリームチケット）
- 狂叔父専用、性玩具●女（5月4日、グローリークエスト）
- 文化系女子マッサージ盗撮（5月26日、MAGIC）
- 知らぬ男にムリヤリ媚薬を飲まされ、物干し竿固定イキ寸止めプレイで焦らされた発情美人妻（6月16日、DOC）
- 一般男女モニタリングAV マジックミラーの向こうには大好きな彼氏! 素人女子高生とチ○ポが大きすぎて困っている日本在住の黒人男性が1発10万円の人生初のガン突き連続射精SEXに挑戦! 未発達なキツキツマ○コに外国サイズの黒ダカチ○ポをねじ込まれ衝撃ピストンが子宮に直撃!! 彼氏の目の前で何度も中出しSEX!! 合計11発（8月7日、ディープス）※「ありな」名義
- 処女卒業!も収録! 全て新作撮りおろし! 野球拳!健康診断!射精我慢!感度調査! 爆烈31名5作品! 2枚組8時間スペシャァァァル 超(恥)赤面祭り2017（8月10日、SODクリエイト）※「永島瑞貴」名義
- 入社1ヶ月の新卒同期男女が2人っきりの密室で初めての性交健診 10組収録（8月24日、SODクリエイト）※「永島瑞貴」名義
- ナンパTV×PRESTIGE 連れ込みSEX隠し撮り SELECTION 02（9月8日、プレステージ）※「ゆめ」名義
- 自宅に連れ込んだJKのブルマ尻に興奮し思わず即ハメ！2 突然のデカチン激ピストンに逃げきれず痙攣イキするブルマ女子校生 連続絶頂合計36回（9月19日、ディープス）※「やよい」名義
- 『神・展・開！！』 3 偶然見かけた「目が奪われる瞬間」に、その後があるとしたら…。（11月24日、プレステージ）

2018年
- 新年あけましておめでとうございます！！初詣帰りの一般男女カップルさんお年玉あげるので姫始めセックスをこっそり見せてくれませんか？（1月12日、S級素人）
- 素人人妻ナンパ中出し（2月24日、S級素人）

2019年
- 素人美女とフェティッシュなパンスト美脚天国！！（4月27日、シャーク）
- AV女優のイキ狂い自撮りオナニー（12月19日、グローリークエスト）

### イメージDVD
- 恥じらいエモーション（2015年1月23日、デジプラン）※「片岡りさ」名義
- パイパンファイトクラブ（2015年4月17日、デジプラン）※「片岡りさ」名義